# فرس البحر الغرب أسترالي
فرس البحر الغرب أسترالي (الاسم العلمي: Hippocampus subelongatus) (بالإنجليزية: West Australian seahorse)‏ هو نوع من الأسماك يتبع جنس فرس البحر من فصيلة زمارات البحر.